# Шьобу
Шьобу (на шведски: Sjöbo) е град в южна Швеция, лен Сконе. Главен административен център на едноименната община Шьобу. Намира се на около 440 km на югозапад от столицата Стокхолм и на около 40 km на изток от Малмьо. Получава статут на търговски град (на шведски шьопинг) през 1974 г. Има жп гара. Населението на града е 6724 жители според данни от преброяването през 2010 г.